# Unser Song für Deutschland
Unser Song für Deutschland (Akronym: USfD) war die deutsche Vorentscheidung zum Eurovision Song Contest 2011, bei der ein Lied für die zuvor festgelegte Teilnehmerin und ESC-Titelverteidigerin Lena Meyer-Landrut gesucht wurde. Die Vorentscheidung bestand aus drei Shows bei ProSieben und Das Erste. Meyer-Landrut vertrat daraufhin Deutschland beim Eurovision Song Contest in Düsseldorf mit dem Lied Taken by a Stranger, mit dem sie den 10. Platz von 43 Teilnehmerländern erreichte.

## Konzept
Nachdem Meyer-Landrut am 29. Mai 2010 den Eurovision Song Contest 2010 gewonnen hatte, entschieden ihr Produzent Stefan Raab und der für den Wettbewerb zuständige NDR, dass sie 2011 nochmals für Deutschland antreten solle. In der deutschen Vorausscheidung des Jahres 2011 ging es also ausschließlich darum, das Lied für die bereits feststehende Interpretin auszuwählen. In zwei Halbfinalen präsentierte Meyer-Landrut jeweils sechs Lieder, von denen die Fernsehzuschauer per Televoting je drei ins Finale wählten. Vor jedem Auftritt wurden die Komponisten des Liedes in einem Einspielfilm vorgestellt. Beim Finale bestimmten die Zuschauer zunächst die zwei bestplatzierten Titel, aus denen dann in einer erneuten Stichwahl der Beitrag für den Liederwettbewerb in Düsseldorf bestimmt wurde. Eine Jury mit Raab und zwei wechselnden Prominenten aus Musik und Unterhaltung kommentierte die Lieder während der Livesendungen, hatte aber keinen direkten Einfluss auf das Wahlergebnis. Die Moderatoren der Vorentscheidung waren Matthias Opdenhövel und Sabine Heinrich, die bereits Unser Star für Oslo und das Rahmenprogramm des Eurovision Song Contests 2010 moderiert hatten.

## Halbfinale

### Erstes Halbfinale
Die erste Show wurde am 31. Januar 2011, 20:15 Uhr (MEZ) bei ProSieben ausgestrahlt. Zur Jury gehörten neben Raab die Silbermond-Sängerin Stefanie Kloß und der Unheilig-Frontmann „Der Graf“. Weitere Kommentare gab es von den Rundfunk-Moderatoren Till Hofmeister (hr3), Jens-Uwe Krause (Bremen Vier) und Andreas Löffler (1 Live).
| Startnr. | Lied Musik (M) und Text (T)                                           |
| -------- | --------------------------------------------------------------------- |
| 1        | Good News M/T: Ferras Alqaisi, Audra Mae                              |
| 2        | Maybe M/T: Daniel Schaub, Pär Lammers                                 |
| 3        | I Like You M/T: Johnny McDaid, Rosi Golan                             |
| 4        | That Again M/T: Stefan Raab                                           |
| 5        | Taken by a Stranger M/T: Nicole Morier, Gus Seyffert, Monica Birkenes |
| 6        | What Happened to Me M/T: Lena Meyer-Landrut, Stefan Raab              |

 Lied hat sich für das Finale qualifiziert.

### Zweites Halbfinale
Das zweite Halbfinale wurde am 7. Februar 2011, 20:15 Uhr (MEZ) ebenfalls bei ProSieben ausgestrahlt. Zur Jury gehörten neben Raab Anke Engelke und Joy Denalane. Weitere Kommentare gab es von den Rundfunk-Moderatoren Walter Schmich (Bayern 3), Sonja Koppitz (Radio Fritz) und Daniel Simarro (SR 1 Europawelle).
| Startnr. | Lied Musik (M) und Text (T)                                               |
| -------- | ------------------------------------------------------------------------- |
| 1        | A Million and One M/T: Errol Rennalls, Stavros Ioannou                    |
| 2        | Teenage Girls M/T: Viktoria Hansen, Lili Tarkow-Reinisch, Yacine Azeggagh |
| 3        | Push Forward M/T: Daniel Schaub, Pär Lammers                              |
| 4        | At All M/T: Aloe Blacc                                                    |
| 5        | A Good Day M/T: Audra Mae, Todd Edgar Wright, Scott Simons                |
| 6        | Mama Told Me M/T: Stefan Raab, Lena Meyer-Landrut                         |

 Lied hat sich für das Finale qualifiziert.

## Finale
Das Finale fand am 18. Februar 2011, 20:15 Uhr (MEZ) statt und war bei Das Erste zu sehen. In der Jury saßen Barbara Schöneberger und Adel Tawil. Weitere Kommentare gab es von den Rundfunk-Moderatoren Uli Frank (SWR3), Andreas Löffler (1Live) und Holger Ponik (NDR2). In der Abstimmpause stellte Adel Tawil seine Single Hilf mir vor.

### Erste Runde
| Startnr. | Lied Musik (M) und Text (T)                                           |
| -------- | --------------------------------------------------------------------- |
| 1        | Maybe M/T: Daniel Schaub, Pär Lammers                                 |
| 2        | What Happened to Me M/T: Lena Meyer-Landrut, Stefan Raab              |
| 3        | Push Forward M/T: Daniel Schaub, Pär Lammers                          |
| 4        | Mama Told Me M/T: Stefan Raab, Lena Meyer-Landrut                     |
| 5        | A Million and One M/T: Errol Rennalls, Stavros Ioannou                |
| 6        | Taken by a Stranger M/T: Nicole Morier, Gus Seyffert, Monica Birkenes |

### Zweite Runde
| Platz | Startnr. | Lied Musik (M) und Text (T)                                           | Ergebnis (in Prozent) |
| ----- | -------- | --------------------------------------------------------------------- | --------------------- |
| 1.    | 2        | Taken by a Stranger M/T: Nicole Morier, Gus Seyffert, Monica Birkenes | 79 %                  |
| 2.    | 1        | Push Forward M/T: Daniel Schaub, Pär Lammers                          | 21 %                  |

## Quoten
| Show               | Sender    | Datum                | Zuschauer | Zuschauer       | Marktanteil | Marktanteil     |
| Show               | Sender    | Datum                | Gesamt    | 14 bis 49 Jahre | Gesamt      | 14 bis 49 Jahre |
| ------------------ | --------- | -------------------- | --------- | --------------- | ----------- | --------------- |
| Erstes Halbfinale  | ProSieben | Mo, 31. Januar 2011  | 2,56 Mio. | 1,72 Mio.       | 07,9 %      | 13,2 %          |
| Zweites Halbfinale | ProSieben | Mo, .7. Februar 2011 | 1,82 Mio. | 1,25 Mio.       | 05,5 %      | 09,1 %          |
| Finale             | Das Erste | Fr, 18. Februar 2011 | 3,25 Mio. | 1,41 Mio.       | 10,1 %      | 11,5 %          |

## Kritik
Die Sendung wird von den Medien größtenteils negativ bewertet. Hauptkritikpunkt ist das Konzept, bei dem Meyer-Landrut sechsmal pro Show auftritt und lediglich noch der Song für ihren Eurovisions-Auftritt gesucht wird:

„Das große Problem des Abends war, dass es in Unser Song für Deutschland nichts zu kämpfen gab. Im vergangenen Jahr war der große Gegner noch die Erwartung gewesen: würde es endlich mal gelingen, jemand Sympathischen, Talentierten, womöglich auch Erfolgreichen für Deutschland antreten zu lassen? Die Überraschung, die sich von jeder Ausgabe von Unser Star für Oslo steigerte, nämlich dass man anscheinend genau diesen Jemanden gefunden hatte, verlieh der Show ihre Dynamik.“

„Andererseits aber fehlt es der reinen Lena-Show, wie am Montagabend gesehen, in der es nur um unterschiedliche Lieder, nicht aber um verschiedene Sänger geht, an Spannung. Selbst wenn fast alles genauso ist wie im vergangenen Jahr – gleiches Studio, gleiches Bühnenbild, gleiche Moderatoren, gleiche Juroren, gleiche Musikbegleitung – und am Ende sogar abgestimmt wird. Das Gefühl, einem Wettbewerb beizuwohnen, stellt sich beim Fernsehzuschauer nicht ein. Das ist zwar schade, doch damit war zu rechnen. Überraschend hingegen ist die Bandbreite der dargebotenen Beiträge.“

„Eine jeweils 135-minütige Show […], die sich verzweifelt bemüht, die Aufbruchstimmung jener Castingshow einzufangen, mit der vor einem Jahr alles anfing. Die Li-La-Lena-manie. Sie hieß Unser Star für Oslo. Und sie gab der bohlen-geschädigten Nation den Glauben daran zurück, dass Charme, Intelligenz und musikalisches Talent auf dem Weg zum Star kein Hindernis sein müssen. Inzwischen dürfte sich das herumgesprochen haben. Alle kennen Lena. […] Reifer und ernster ist sie geworden […]. Musikalisch hat sie sich weiterentwickelt. Sie traut sich jetzt an Songs, die nicht zu ihrem Image als Lady Gaga von der Leine passen. Ja, sie textet und komponiert sogar selber. Doch irgendwie wurde man das Gefühl nicht los, dass es in dieser von Matthias Opdenhövel und Sabine Heinrich beinahe devot moderierten Sendung weniger um Lena ging als um ihren Entdecker: Stefan Raab.“